# Reeßum
Reeßum ist eine Gemeinde, die zur Samtgemeinde Sottrum gehört. Sie liegt im Landkreis Rotenburg (Wümme) in Niedersachsen nahe Bremen.

## Geografie
Die Gemeinde Reeßum besteht aus folgenden Ortsteilen:
1. Reeßum
2. Taaken einschließlich Bittstedt
3. Clüversborstel
4. Schleeßel einschließlich Platenhof

## Geschichte
Im Ortsteil Clüversborstel wurde 1478 an der Wieste die Burg Clüversborstel errichtet, die während des Dreißigjährigen Kriegs 1645 zerstört und nicht wieder aufgebaut worden ist.

### Eingemeindungen
Am 1. März 1974 wurden die Gemeinden Clüversborstel, Schleeßel und Taaken eingegliedert.

## Politik

### Gemeinderat
Der Rat der Gemeinde Reeßum besteht aus elf Ratsfrauen und Ratsherren. Dies ist die festgelegte Anzahl für die Mitgliedsgemeinde einer Samtgemeinde mit einer Einwohnerzahl zwischen 1.001 und 2.000 Einwohnern. Die Ratsmitglieder werden durch eine Kommunalwahl für jeweils fünf Jahre gewählt. Die aktuelle Amtszeit begann am 1. November 2021 und endet am 31. Oktober 2026.
Die letzten Gemeinderatswahlen ergaben folgende Sitzverteilungen:
| Partei  | 2021 | 2016 |
| ------- | ---- | ---- |
| BLW     | 11   | 8    |
| Precht  | -    | 1    |
| Martens | -    | 1    |
| Lohmann | -    | 1    |

### Bürgermeister
Der Gemeinderat wählte das Gemeinderatsmitglied Julian Loh (BLW) zum ehrenamtlichen Bürgermeister für die aktuelle Wahlperiode.

### Wappen
Blasonierung: In von Rot und Silber schräg geviertem Schild oben zwei schräg gekreuzte silberne Giebelbretter, die in auswärts gewendeten Pferdeköpfen enden, links eine rote Glocke, rechts eine rote Bärenklaue und unten eine silberne Schlehenblüte.
Das Wappen der Gemeinde Reeßum ist in rot und silber gehalten. Es ist in vier Teile unterteilt. Im oberen Teil sind zwei schräg gekreuzte Giebelbretter zu sehen, die in auswärts gewendeten Pferdeköpfen enden (Taaken), links eine Glocke (Reeßum), rechts eine Bärenklaue (Clüversborstel) und unten eine silberne Schlehenblüte (Schleeßel).

## Kultur und Sehenswürdigkeiten
- Wohn- und Wirtschaftsgebäude Alter Weg 4 von 1841 in Fachwerk

## Verkehr
Durch die Gemeinde Reeßum führt die Autobahn A 1.